# Nucha (Sängerin)
Nucha (* 21. Juni 1966 in Águeda als Cristina Isabel dos Santos Baldaia Trindade) ist eine portugiesische Pop-Rock-Sängerin.

## Leben und Wirken
Nach einer nicht gewonnenen Teilnahme beim Festival da Canção 1988 ging sie bei der Vorentscheidung 1990 als Siegerin hervor. Daher durfte sie beim Eurovision Song Contest 1990 in Zagreb für ihr Land Portugal antreten. Ihr Popsong Há sempre alguém landete dabei weit abgeschlagen auf dem 20. Platz. Trotzdem blieb Nucha ein bekanntes Gesicht, veröffentlichte einige Alben und hatte vor allem zahlreiche Auftritte im portugiesischen Fernsehen. 
2009 und 2010 versuchte sie sich abermals beim Festival da Canção: 2009 schaffte sie mit Tudo está na tua mão den Sprung ins Finale und landete dort auf dem neunten Platz. 2010 sang sie sich im Viertelfinale mit der dramatischen Ballade Chuva auf den vierten Platz und qualifizierte sich für das erste Halbfinale. Hier erreichte sie allerdings nur den zwölften und damit letzten Platz.

## Diskografie
Alben
- 1992: Tu vais ver
- 1994: Todos me querem
- 1996: Sedução
- 1997: Anda
- 1998: Luz
- 1999: Destino
- 2007: Regresso